# M-60 (oklopni transporter)
OT M-60 (tijekom razvoja poznat kao M-590) bio je jugoslavenski oklopni transporter. 
Raspadom SFRJ, našao se u naoružanju svih novonastalih vojski. U ratnim uvjetima pokazao se kao iznimno neupotrebljiv: slaba pokretljivost, loše naoružanje i oklop koji je probijalo svako PO oružje značilo je da se M-60 naposljetku koristio kao vozilo za dovoz municije, izvlačenje ranjenika itd.

## Inačice
M-60
osnovna inačica
M-60P
poboljšan sustav upravljanja
M-60PB
M-60P s dvocijevnim bestrzajnim topom.
M-60PK
zapovjedno vozilo